# ممالك مون

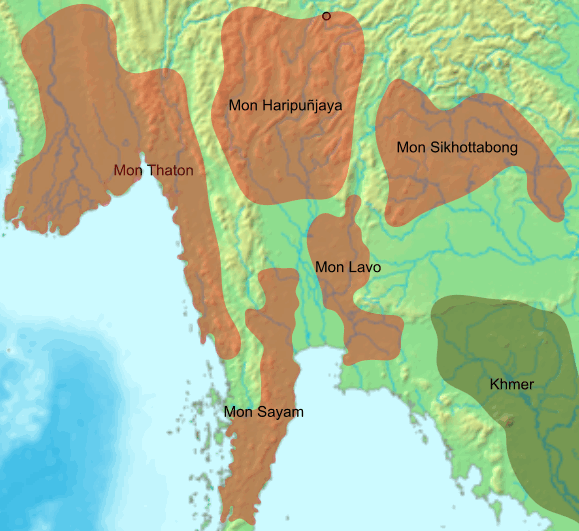
تقسيمات مملكة مون السياسية.

كانت ممالك مون مؤسسات سياسية أنشأتها الشعوب المتحدثة بلغة مون التي حكمت أقسامًا كبيرة مما يُعرف حاليًا ببورما (ميانمار) في أوقات متنوعة في آخر 1200 سنة. الممالك وفقًا للترتيب الزمني هي مملكة ثاتون (القرن التاسع–1057)، ومملكة هانثاوادي (1287–1539)، ومملكة هانثاوادي المُستعادة (1740- 1757).

## الولايات الأولى
أول مملكة مسجلة منسوبة إلى شعوب المون هي دفارافاتي، التي بقيت مزدهرةً حتى عام 1000 ميلادي تقريبًا عندما نُهبت عاصمتهم على يد إمبراطورية الخمير وانتقل جزء كبير من السكان غربًا إلى ما يُسمى حاليًا بورما السفلى وأسسوا في النهاية حكومات جديدة.

### ثاتون (القرن التاسع–1057)
تقول الدراسات السائدة إن المون قد أسسوا أنظمة حكم صغيرة (أو دول مدن كبيرة) في بورما السفلى. يُعتقد أن مدينتي ثاتون وباغو كلتيهما تأُسستا في القرن التاسع. كانت الدول معابر تجارة مهمة بين المحيط الهندي والبر الرئيسي لجنوب شرق آسيا. مع ذلك، وفقًا للبناء المعماري التقليدي، تعرضت الدول المدن الأولى التابعة لمون للغزو على يد مملكة باغان من الشمال في عام 1057، وساعدت التقاليد الأدبية والدينية في تكوين حضارة باغان المبكرة. بين عامي 1050 و1085 تقريبًا، ساعد الحرفيون والعمال الصانعون في بناء نحو ألفي معلم أثري في باغان، والتي تنافس بقاياها في يومنا هذا عظمة مجمع معابد أنغكور وات. تُعد المخطوطات المونية مصدر النصوص البورمية، ويعود تاريخ أول دليل عليها إلى عام 1058، أي بعد عام من غزو ثاتون، في ثقافة الحقبة الاستعمارية.
من ناحية ثانية، تجادل أبحاث حديثة –ما تزال وجهة نظر أقلية– بأن تأثير المون في الداخل بعد غزو آناوراهتا هو أسطورة ما بعد باغان مبالغ فيها، وأن بورما السفلى كانت في الواقع تفتقر إلى حكومة مستقلة حقيقية قبل توسع باغان. ربما كان الترسب في الدلتا –الذي يمتد حاليًا بمعدل ثلاثة أميال (4.8 كيلومتر) كل قرن على الخط الساحلي– غير كافٍ في هذه الفترة لدعم عدد كبير من السكان وإن كان عددًا متواضعًا كما في أواخر عصر ما قبل الاستعمار، وكان البحر يمتد مسافةً جيدةً نحو الداخل. (يعود تاريخ أول دليل على الكتابة البورمية إلى عام 1035، وربما يعود قدمه إلى 984 ميلادي. تجادل الأبحاث الحديثة بأن الكتابة البيوية كانت مصدر الكتابة البورمية).
مع أن حجم هذه الولايات وأهميتها ما يزالان موضع جدل، يتفق جميع الباحثين على أن باغان قد رسّخت سلطتها في بورما السفلى خلال القرن الحادي عشر، وأن هذا الغزو سهّل التبادل الثقافي المتطور، إن لم يكن مع مون المحلية، فمع الهند وسريلانكا معقل مذهب تيرافادا. من وجهة نظر جيوسياسية، كان غزو آناوراهتا لثاتون عائقًا لتقدم الخمير في ساحل تانينثاري.